# Microlejeunea mammillosa
Microlejeunea mammillosa là một loài Rêu trong họ Lejeuneaceae. Loài này được (Mizut.) Grolle mô tả khoa học đầu tiên năm 1999.